# 4J Studios
4J Studios is een Schotse computerspelontwikkelaar gevestigd in Dundee.

## Computerspellen

### Ontwikkelde spellen
| Release | Titel                                          | Platform            |
| ------- | ---------------------------------------------- | ------------------- |
| 2005    | Breeders' Cup World Thoroughbred Championships | PlayStation 2, Xbox |
| 2006    | Star Trek: Encounters                          | PlayStation 2       |
| 2007    | Star Trek: Conquest                            | PlayStation 2, Wii  |
| 2008    | AMF Bowling Pinbusters!                        | Nintendo DS         |
| 2008    | Ducati Moto                                    | Nintendo DS         |
| 2009    | Wuggle                                         | iOS                 |

### Geporteerde spellen
| Release | Titel                          | Geporteerd naar                                                                            | Andere beschikbare platformen         |
| ------- | ------------------------------ | ------------------------------------------------------------------------------------------ | ------------------------------------- |
| 2007    | The Elder Scrolls IV: Oblivion | PlayStation 3                                                                              | Windows, Xbox 360                     |
| 2008    | Overlord: Raising Hell         | PlayStation 3                                                                              | Windows, Xbox 360                     |
| 2008    | Banjo-Kazooie                  | Xbox 360                                                                                   | Nintendo 64                           |
| 2009    | Banjo-Tooie                    | Xbox 360                                                                                   | Nintendo 64                           |
| 2010    | Perfect Dark                   | Xbox 360                                                                                   | Nintendo 64                           |
| 2012    | Minecraft                      | PlayStation 3, PlayStation 4, PlayStation Vita, Wii U, Nintendo Switch, Xbox 360, Xbox One | Android, Linux, Mac, Windows, Gear VR |